# Na skalách (přírodní památka, okres Chrudim)
Na skalách je přírodní památka poblíž obce Rabštejnská Lhota v okrese Chrudim. Oblast spravuje Agentura ochrany přírody a krajiny ČR – RP Východní Čechy. Důvodem ochrany jsou projevy transgrese druhohorních cenomanských pískovců na prvohorní ordovické křemence, výskyt valounů na bázi křídových sedimentů jako doklad blízkosti příbojové zóny.